# Шилеговица

Шилеговица — река в России, протекает в Никольском районе Вологодской области. Устье реки находится в 9,4 км по левому берегу реки Товы. Длина реки составляет 13 км.
Исток Шилеговицы в лесах, в 65 км к юго-западу от Никольска близ границы с Костромской областью. Река течёт по ненаселённому лесу на север, затем на северо-восток.

## Данные водного реестра
По данным государственного водного реестра России относится к Верхневолжскому бассейновому округу, водохозяйственный участок реки — Унжа от истока и до устья, речной подбассейн реки — Бассей притоков Волги ниже Рыбинского водохранилища до впадения Оки. Речной бассейн реки — (Верхняя) Волга до Куйбышевского водохранилища (без бассейна Оки).
По данным геоинформационной системы водохозяйственного районирования территории РФ, подготовленной Федеральным агентством водных ресурсов:
- Код водного объекта в государственном водном реестре — 08010300312110000014597
- Код по гидрологической изученности (ГИ) — 110001459
- Код бассейна — 08.01.03.003
- Номер тома по ГИ — 10
- Выпуск по ГИ — 0